# Neoregelia ibitipocensis
Neoregelia ibitipocensis là một loài thực vật có hoa trong họ Bromeliaceae. Loài này được (Leme) Leme mô tả khoa học đầu tiên năm 1998.